# Cardo Saban Torres Irigaray
Raoul Cardo Saban Torres Irigaray (Bujalance, 28 de octubre de 1924 - diciembre de 2009), conocido como Cardo, es un coreógrafo y bailarín español. Se autodefine como "artista nómada de espíritu."

## Trayectoria artística

### Inicios
Hijo de la bailarina estrella Emelina Torres y de un profesor de Bellas Artes en Madrid, sobrino del guitarrista Andrés Segovia, Cardo frecuenta desde muy pequeño la clase de su padre, dando a conocer sus dotes naturales para el arte. A los 5 años, viaja a Francia para aparecer en la película La maison des danses, donde su madre tenía el papel de doble de la vedette Gaby Morlay. Varias giras se suceden por Europa y la familia vuelve a España, donde la situación política es bastante difícil. Su padre es asesinado por las tropas franquistas y su madre y sus hermanos, junto a él, se exilian en Francia.

### Bailarín y coreógrafo
El niño actor se transformará en bailarín y coreógrafo de flamenco, y se presenta junto a otros artistas debutantes que son llamados a hacerse un hueco en el mundo del espectáculo: Édith Piaf, Bourvil, Marcel Marceau, Charles Trenet, Gérard Philippe, Pierre Brasseur, Jean-Louis Barrault, etc. 
A partir de 1948, Cardo diseña ballets para los cuales crea decorados y vestuario. Entre ellos "Disparate", inspirado en una obra de Goya, y sobre todo, "El amor brujo" de Manuel de Falla. Estos ballets serían producidos por su hermano, Lelé de Triana, en Bélgica y Suiza, junto a la compañía "Sol y Sombra", formada por los dos hermanos en 1949, y que trabajaría particularmente para la opereta "El Cantante de México" de Luis Mariano. 
Posteriormente, Cardo se convierte en el primer bailarín en la Ópera de París. En este tiempo aparece en cinco películas, entre las cuales destaca "La femme et le patin", donde enseña a Brigitte Bardot a bailar flamenco. También aparece junto a Fred Astaire y Ginger Rogers.

### Creación de Cardoland
En 1961, realiza en Biscarosse (Francia) un largometraje sobre la vida de los animales. Esta película haría resurgir en él su pasión por el mundo animal. En 1967, se dedica a crear maquetas de animales prehistóricos. Años más tarde, el que fuera bailarín se iba a convertir en escultor, para dar la vida a los dinosaurios "que pueblan los sueños de los niños". En 1981, se instala a 200 km de París, en Chamoux (Francia), donde abre un parque jurásico de 10 hectáreas bautizado como "Cardoland", con más de 900 m de recorrido y más de 50 esculturas a tamaño natural de animales y hombres prehistóricos, un museo paleontológico y una gruta. 